# Spenge (Ortsteil)
Spenge ist ein Ortsteil der gleichnamigen Stadt Spenge im ostwestfälischen Kreis Herford. Spenge wurde 1160 erstmals schriftlich erwähnt. Bis Ende 1968 war Spenge eine selbstständige Gemeinde im Amt Spenge. Am 1. Januar 1969 wurde der Ort ein Ortsteil der neuen Stadt Spenge. Spenge ist mit 8696 Einwohnern (Stand: 31. Dezember 2001) der bevölkerungsreichste Ortsteil der Stadt Spenge und zudem Verwaltungssitz der Stadt.
Folgende Tabelle zeigt die Bevölkerungsentwicklung des Ortsteils bzw. der Gemeinde Spenge:
| Jahr            | Einwohner |
| --------------- | --------- |
| 1925            | 3275      |
| 1933            | 3928      |
| 1939            | 4093      |
| 1961 (6. Juni)  | 6121      |
| 2001 (31. Dez.) | 8696      |